# Letheobia erythraea
Espèce
Synonymes
- Typhlops erythraus Scortecci, 1928
- Rhinotyphlops erythraeus (Scortecci, 1928)
- Letheobia erythraeus (Scortecci, 1928)

Statut de conservation UICN

 DD  : Données insuffisantes
Letheobia erythraea est une espèce de serpents de la famille des Typhlopidae. 

## Répartition
Cette espèce est endémique d'Érythrée. Elle se rencontre entre 1 800 et 2 200 m d'altitude.

## Publication originale
- Scortecci, 1929 "1928" : Rettili dell'Eritrea esistenti nelle Collezioni del Museo Civico di Milano. Atti della Società Italiana di Scienze Naturali e del Museo Civico di Storia Naturale, Milano, vol. 67, no 3/4, p. 290-339.